# الجوس (ذي الدم)

تعديل مصدري - تعديل

الجوس محلة تابعة لقرية ذي الدم، التابعة لعزلة حيسان بمديرية بعدان إحدى مديريات محافظة إب في الجمهورية اليمنية، بلغ تعداد سكانها 99 حسب تعداد اليمن لعام 2004.